# موتور عظیم برهانزهی
موتور عظیم برهانزهی یک منطقهٔ مسکونی در ایران است که در دهستان حومه (ایرانشهر) واقع شده‌است.